# Tupi Paulista
Tupi Paulista este un oraș în São Paulo (SP), Brazilia.